# Steinhaus (Ernen)
Steinhaus (toponimo tedesco) è una frazione di 34 abitanti del comune svizzero di Ernen, nel Canton Vallese (distretto di Goms).

## Storia

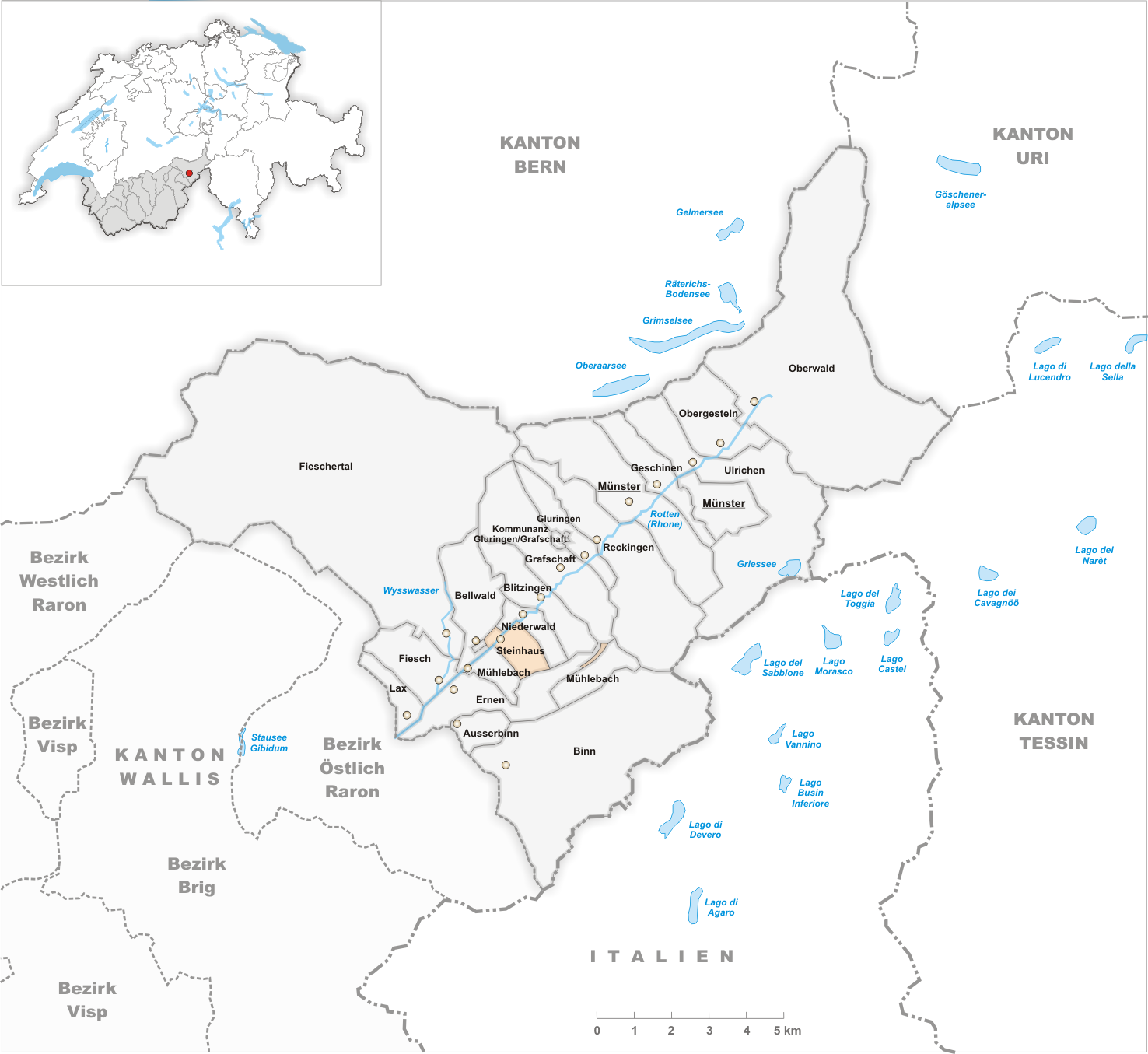
Il territorio del comune di Steinhaus prima degli accorpamenti comunali del 2004

Già comune autonomo che si estendeva per 5,7 km² e che comprendeva anche le frazioni di Hofstette, Richelsmatt, Rufibord e Rufine, nel 2004 è stato accorpato al comune di Ernen assieme agli altri comuni soppressi di Ausserbinn e Mühlebach.

## Monumenti e luoghi d'interesse

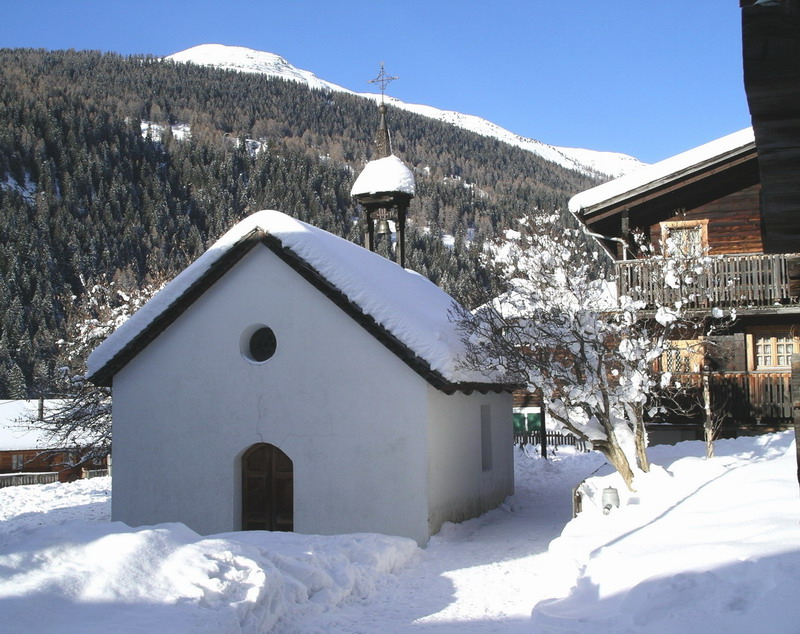
La cappella della Sacra Famiglia

- Cappella della Sacra Famiglia, con altare realizzato da Johann Joseph Bodmer nel 1728-1729[1].

## Società

### Evoluzione demografica
L'evoluzione demografica è riportata nella seguente tabella:
Abitanti censiti

## Amministrazione
Ogni famiglia originaria del luogo fa parte del cosiddetto comune patriziale e ha la responsabilità della manutenzione di ogni bene ricadente all'interno dei confini della frazione.